# Michael Hesemann

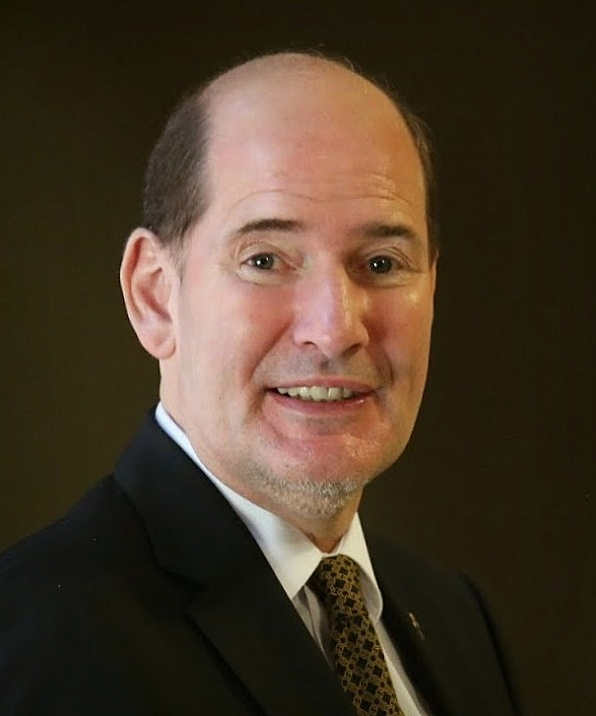
Michael Hesemann

Michael Hesemann (sinh ngày 22 tháng 3 năm 1964 tại Düsseldorf) là một nhà báo và tác giả người Đức. Vào cuối những năm 1980, ông được biết đến ở Đức với tư cách là tác giả của một số cuốn sách viết về UFO và du khách ngoài hành tinh trên Trái Đất. Sau này trong sự nghiệp sáng tác, ông chuyển sang các chủ đề liên quan đến Công giáo.

## Tiểu sử
Khi Michael Hesemann khoảng 14 tuổi, cha ông đã nhìn thấy UFO (như Michael Hesemann sẽ nhớ lại ba thập kỷ sau) truyền cảm hứng cho con trai mình trở thành nhà nghiên cứu UFO. Hesemann nghiên cứu Lịch sử và Nhân chủng học văn hóa tại Đại học Göttingen ở Đức.
Từ năm 1984 đến 1990, Hesemann đã xuất bản tạp chí Đức Magazin 2000, chuyên đề cập đến các hiện tượng huyền bí và các chủ đề tôn giáo. Năm 1990, ông bán Tạp chí và làm tổng biên tập trong thập kỷ tiếp theo. Năm 1995, cùng với đồng biên tập tại Magazin 2000, Hesemann đã tổ chức một đại hội UFO học toàn cầu ở Düsseldorf, Đức, nơi ông đưa ra bằng chứng video bị cáo buộc về vụ khám nghiệm tử thi người ngoài hành tinh.
Năm 1999, ông được công nhận vào Văn phòng Báo chí Tòa Thánh. Năm 2010, tờ Wall Street Journal mô tả ông là "một nhà sử học tôn giáo, người giúp đỡ xác định niên đại thánh tích của Vatican". Ông là đại diện phía Đức của Quỹ Pave the Way Foundation (PTWF) mà ông đã nghiên cứu tại Văn khố Vatican vào năm 2010.
Ông là người đồng sáng lập Deutschland pro Papa, một sáng kiến Công giáo bảo thủ, tuyên bố đại diện cho "phần lớn người Công giáo ít nói, trung thành với Roma". Vào năm 2013, ông đã sửa soạn một cuộc triển lãm về Khăn liệm Torino cho Dòng Chiến sĩ Toàn quyền Malta, đang công du qua Đức và Áo vào năm 2015.
Cùng với Georg Ratzinger, Hesemann là đồng tác giả cuốn My brother, the Pope.
Năm 2014, ông tuyên bố đã tìm thấy 2.000 trang tài liệu về nạn diệt chủng Armenia trong Văn khố Vatican. Nhờ việc này mà vào tháng 10 năm 2016 ông đã nhận được bằng tiến sĩ danh dự của Viện Hàn lâm Khoa học Quốc gia Cộng hòa Armenia.

## Vatican
Tại Vatican, ông đã điều tra lịch sử của thánh tích được cho là của chữ khắc trên cây thập tự của Chúa Giêsu, được giấu ở Roma trong gần 1700 năm. Nó được xác định bởi bảy chuyên gia người Israel về cổ ngữ học so sánh–phương pháp được thiết lập về niên đại dòng chữ khắc–vào thế kỷ thứ nhất. Thánh tích này hiện được trưng bày tại Basilica di Santa Croce.
Cuốn sách của ông nhan đề The Pope who Defied Hitler. The Truth about Pius XII (2008) khiến ông tuyên bố rằng Giáo hoàng Pius XII, đôi khi được gọi là "Giáo hoàng Hitler", trên thực tế chịu trách nhiệm cứu hàng trăm ngàn người Do Thái.

## Ra tòa vì tội phỉ báng
Vào tháng 1 năm 2013, một tòa án ở Hamburg phán quyết rằng Hesemann sẽ phải trả khoản tiền phạt lên tới 250.000 euro nếu ông tiếp tục phỉ báng nhà thần học người Đức David Berger. Theo phán quyết, Hesemann đã khẳng định sai lầm rằng Berger là một trong những tác giả của trang web cực hữu Công giáo (hiện đã đóng cửa) kreuz.net.

## Tác phẩm đã xuất bản
- "Findet der Weltuntergang statt?" (Will doomsday happen?), Göttingen 1984
- "UFOs: Die Beweise" (UFOs: The proof), Göttingen 1989
- "UFOs: die Kontakte" (UFOs: The contacts), München 1990, ISBN 3-931652-37-8
- "Botschaft aus dem Kosmos" Neuwied 1993, ISBN 3-923781-64-4 / "Cosmic Connections: Worldwide Crop Formations and ET Contacts", Gateway Books 1995, ISBN 978-1858600178
- "UFOs: neue Beweise. Eine Dokumentation" (UFOs: New evidence), Düsseldorf 1994, ISBN 3-925248-20-X
- "Geheimsache UFO: Die wahre Geschichte der unbekannten Flugobjekte", Neuwied 1994, ISBN 3-923781-83-0 / "UFOs: The Secret History", Marlowe & Co 1998, ISBN 978-1569247013
- "Jenseits von Roswell. UFOs: der Schweigevorhang lüftet sich", Neuwied 1996, ISBN 3-931652-15-7 / "Beyond Roswell: The Alien Autopsy Film, Area 51, & the U.S. Government Coverup of Ufos", Marlowe & Co, 1998, ISBN 978-1569247099 (with Philip Mantle)
- "Kornkreise: die Geschichte eines Phänomens" (Crop circles: the history of a phenomenon), Neuwied 1996, ISBN 978-3931652043
- "UFOs über Deutschland. Ein praktisches Handbuch" (UFOs over Germany. A practical handbook), Niedernhausen 1997, ISBN 3-635-60319-8
- "Geheimsache Fatima. Vom Vatikan verschwiegen: Was offenbarte die Gottesmutter über die Zukunft der Menschheit?" (Secret affair Fatima. Concealed by the vatican: What did God's mother reveal about the future of mankind?), München 1997, ISBN 3-88498-117-X. / "The Fatima Secret (Whitley Strieber's Hidden Agendas)", Dell 2000, ISBN 978-0440236443
- "Die kommende Weltkrise" (The Coming World Crisis), 1998
- "Die Jesus-Tafel" (The Jesus-Title), Freiburg (Herder) 1999
- "Die stummen Zeugen von Golgota" (Silent Witnesses of Golgota), München (Hugendubel) 2000
- "UFOs: eine Bilddokumentation" (UFOs: an illustrated documentation), Köln 2001, ISBN 3-8290-8403-X
- "Das Fatima-Geheimnis" (The Fatima Secret), 2002
- "Die Entdeckung des Heiligen Grals" (The Discovery of the Holy Grail), München (Pattloch) 2003
- "Der erste Papst" (The First Pope), München (Pattloch) 2003
- "Hitlers Religion", München (Pattloch) 2004; Augsburg (St. Ulrich) 2012
- "Hitlers Lügen" (Hitler's Lies), Erfststadt 2005
- "Johannes Paul der Große" (John Paul the Great), München 2005
- "Stigmata", Güllesheim 2006
- "Die Dunkelmänner" (The Black Legends), Augsburg (St. Ulrich) 2007
- "Paulus von Tarsus" (St. Paul of Tarsus), Augsburg (St. Ulrich) 2008
- "Der Papst, der Hitler trotzte" (The Pope who Defied Hitler), Augsburg (St. Ulrich) 2008
- "Jesus von Nazareth. Archäologen auf den Spuren des Erloesers", Augsburg (St. Ulrich) 2009
- "Das Bluttuch Christi" (The Blood Cloth of Christ), Munich (Herbig) 2010
- "Auf den Spuren des Grabtuchs von Turin" (In Search for the Turin Shroud), Fulda (Kehl) 2010
- "Maria von Nazareth. Geschichte, Archaeologie, Legenden", Augsburg (St. Ulrich) 2011
- "Johannes Paul II. Erbe und Charisma", Augsburg (St. Ulrich) 2011
- with Benedict XVI.: "Der Papst in Deutschland", Augsburg (St. Ulrich) 2011
- with Georg Ratzinger: "Mein Bruder, der Papst", München (Herbig) 2011
- with Georg Ratzinger: "My Brother, the Pope", San Francisco 2012
- "Jesus in Ägypten. Das Geheimnis der Kopten", München (Herbig) 2012
- "Papst Franziskus. Das Vermächtnis Benedikts XVI. und die Zukunft der Kirche", München (Herbig) 2013, ISBN 978-3776627244
- "Völkermord an den Armeniern" (Genocide against the Armenians), München (Herbig) 2015